# Henk Ramnandanlal
Henk Radjinder Ramnandanlal is een Surinaams politicus. Hij was in de jaren 2010 ondervoorzitter van de PALU en van 2010 tot 2015 lid van De Nationale Assemblée.

## Biografie
Henk Ramnandanlal was in 2010 ondervoorzitter van de Progressieve Arbeiders en Landbouwers Unie (PALU) en kandideerde tijdens de verkiezingen op nummer 9 van de Megacombinatie onder leiding van Desi Bouterse. Hij trad ook op als woordvoerder van de combinatie. Hij werd niet direct verkozen in De Nationale Assemblée (DNA), maar schoof op 20 september 2010 door nadat Bouterse het ambt van president van Suriname aanvaardde. Bij zijn toelating gebeurde zijn bewilliging niet via de formele procedure.
In 2011 publiceerde hij op de website NoSpang een stuk onder de titel Het wachten is op de volledige waarheid van 1982, verwijzend naar de Decembermoorden. In het artikel deed hij voorkomen alsof de dodelijke slachtoffers zelf een coup zouden hebben voorbereid en onder de leus Rode Kerst een dodenlijst van 900 personen zouden hebben opgesteld. Als bron voerde hij Peter van Haperen op, een oud-militair die in het Nederlandse televisieprogramma Opgelicht?! een paar jaar eerder al was ontmaskerd als nepadvocaat en oplichter. PALU bewoog zich sinds de staatsgreep van 1980 jarenlang in het centrum van de macht. In 2012 steunde Ramnandanlal de verruiming van de Amnestiewet met het doel de schuldigen van de Decembermoorden tegen rechtsvervolging te beschermen.
Tijdens de verkiezingen van 2015 was Ramnandanlal lijsttrekker voor PALU in Paramaribo. In dat jaar keerde echter alleen zijn partijgenoot Anton Paal terug in DNA. Tijdens de verkiezingen van 2020 behaalde PALU geen zetels meer.
Tijdens de verkiezingen van 2025 stond hij op nummer 10 van de lijst van samenwerkende partijen OPTSU. In 2025 verwierf de PALU (via OPTSU) opnieuw geen zetel.